# Ilse Steppat
 (décembre 2014).
Si vous disposez d'ouvrages ou d'articles de référence ou si vous connaissez des sites web de qualité traitant du thème abordé ici, merci de compléter l'article en donnant les références utiles à sa vérifiabilité et en les liant à la section « Notes et références ».
Ilse Steppat, née le 11 novembre 1917 à Barmen et morte le 21 décembre 1969 à Berlin-Ouest d'un arrêt cardiaque, est une actrice allemande.
Elle est surtout connue pour avoir interprété Fraulein Irma Bunt, l'assistante de Ernst Stavro Blofeld, dans Au service secret de Sa Majesté, .

## Filmographie partielle
- 1947 : Mariage dans l'ombre de Kurt Maetzig
- 1955 : Les Rats (Die Ratten) de Robert Siodmak
- 1957 : Les Confessions de Félix Krull (Bekenntnisse des Hochstaplers Felix Krull) de Kurt Hoffmann
- 1966 : À belles dents de Pierre Gaspard-Huit
- 1969 : Au service secret de Sa Majesté (On Her Majesty's Secret Service) de Peter Hunt